# Obersoultzbach
Obersoultzbach är en kommun i departementet Bas-Rhin i regionen Grand Est (tidigare regionen Alsace) i nordöstra Frankrike. Kommunen ligger i kantonen Bouxwiller som tillhör arrondissementet Saverne. År 2022 hade Obersoultzbach 389 invånare.

## Befolkningsutveckling
Antalet invånare i kommunen Obersoultzbach
| Referens: INSEE |